# Scilla villosa
Scilla villosa là một loài thực vật có hoa trong họ Măng tây. Loài này được Desf. miêu tả khoa học đầu tiên năm 1798.